# 마이클 커닝햄

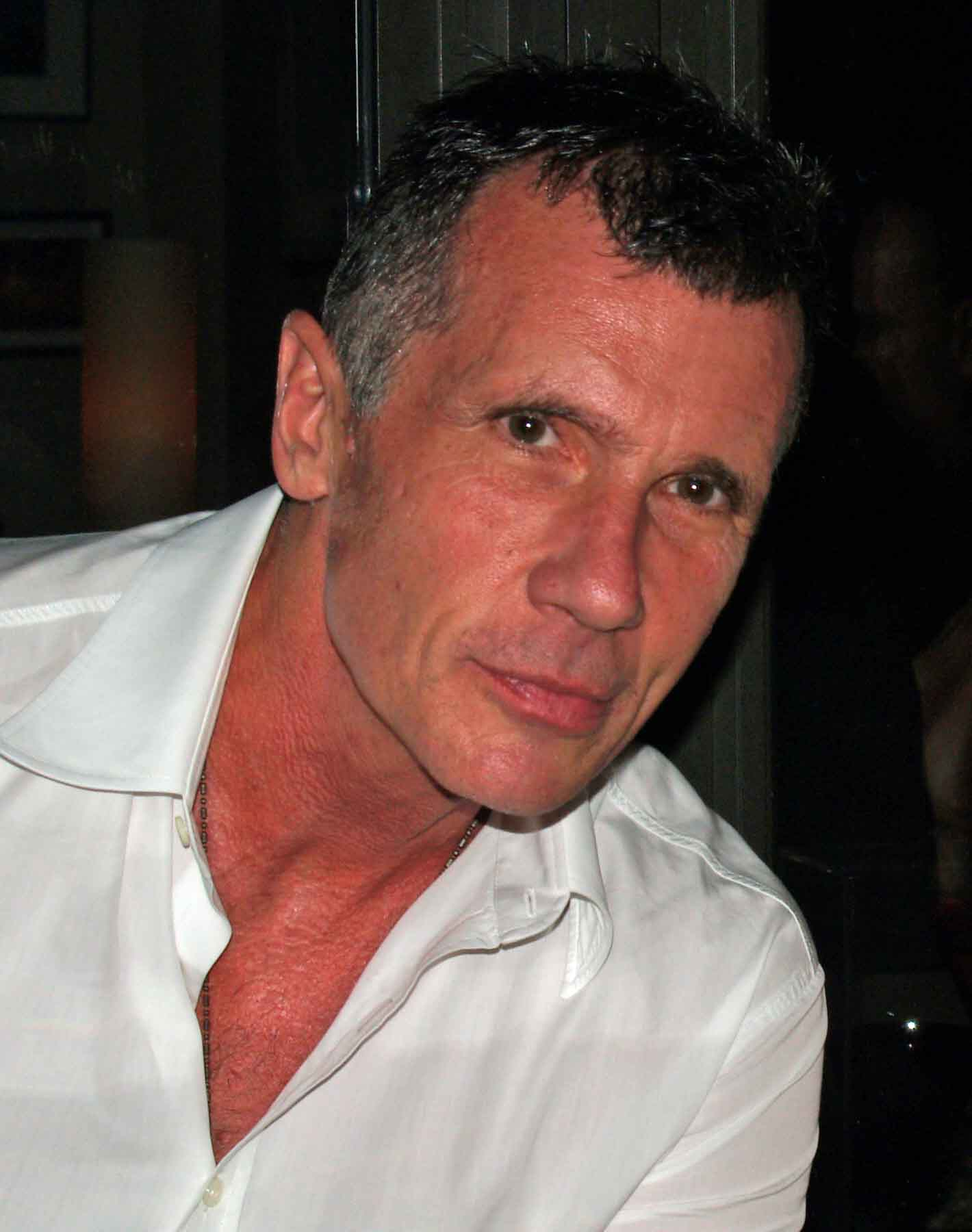
마이클 커닝햄 (2007)

마이클 커닝햄(Michael Cunningham, 1952년 11월 6일 ~ )은 미국의 작가이다.

## 작품 목록

### 소설
- Golden States (1984)
- 《세상 끝의 사랑》 (1990, A Home at the End of the World)
- Flesh and Blood (1995)
- 《세월》 (1998, The Hours)
- 《휘트먼의 천국》 (2005, Specimen Days)
- By Nightfall (2010)
- The Snow Queen (2014)

### 논픽션
- Land's End: A Walk in Provincetown (2002)